# Johan Nugent
Johann de Lacy-Nugent (Dublino, 24 giugno 1796 – Brescia, 16 aprile 1849) è stato un generale austriaco.

## Infanzia e vita militare

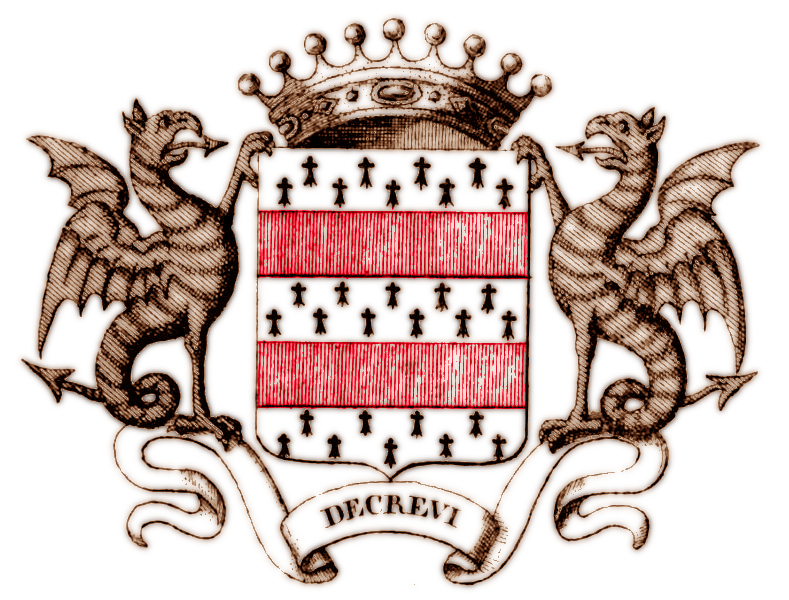
Stemma Araldico della Famiglia Nugent-de Lacy

Johann de Lacy-Nugent nasceva a Dublino in Irlanda il 24 giugno 1796 da Michael Anton, fratello del più famoso generale Laval Nugent,  e dalla contessa Anna Walsh ed era il rampollo di una delle famiglie nobili più antiche d’Irlanda. Come da tradizione della famiglia Lacy-Nugent e tipica della diaspora militare irlandese, il giovane Johann entrava il 18 ottobre 1811 nell’accademia militare di Vienna specializzandosi in ingegneria. Il 22 giugno del 1813 con il grado di sottotenente il Nugent veniva assegnato al 4°reggimento cavalleggeri Dragoni conte Vincent e partecipò attivamente alla campagna militare in Italia del 1814/1815 ricevendo anche un elogio pubblico per il coraggio dimostrato.

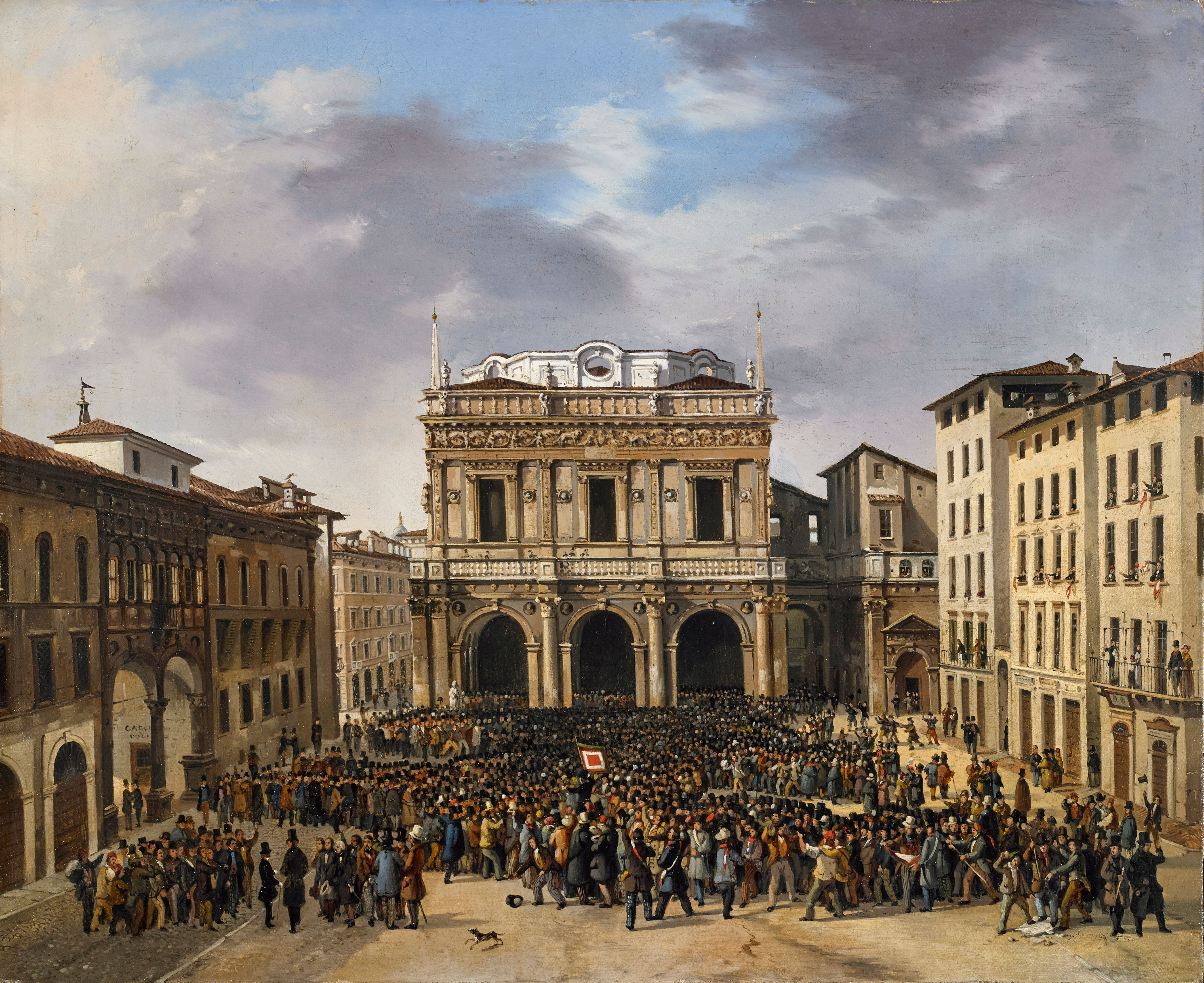
Le Dieci giornate di Brescia, 31 marzo 1849 in Piazza Vecchia, A sventolare al centro la Bandiera delle Dieci Giornate

Il 16 marzo 1814 il conte Nugent veniva trasferito nel 16º reggimento di fanteria Lusignan e promosso tenente e nel settembre dello stesso anno passava nel 61º reggimento conte Saint Julien con il grado di tenente capitano al comando di una compagnia di fanteria. Comandante di reggimento nel 1821 seguiva l’armata austriaca a Napoli sotto il comando dello zio generale Laval Nugent di Westmeath in seguito ai moti carbonari ivi scoppiati a partire dal 1820 e nel 1828 per le sue doti organizzative, veniva insignito del titolo di camerlengo tesoriere del reggimento di fanteria n.7. Due anni dopo nel 1830 passava al reggimento fanteria n.10 con il grado di maggiore ed il primo luglio 1838, in qualità di colonnello, prendeva il comando del 22º reggimento fanteria Principe Leopoldo delle Due Sicilie. Il 10 gennaio 1843 il Nugent sposava a Trieste la contessa Regina Abriani (14 luglio 1813 Padova – 4 ottobre 1898 Barcola) e lo stesso anno nasceva il 19 aprile il loro unico figlio Laval che maggiorenne avrebbe intrapreso la vita militare nell’esercito austriaco a similitudine del padre. 

## il Risorgimento, Le Dieci Giornate di Brescia e la morte[2][1]
Alcuni anni dopo il 27 marzo 1846 il conte Nugent venne promosso, per meriti, al grado di maggiore generale. La prima guerra d’Indipendenza mette a dura prova l’esercito austriaco il quale viene coinvolto in molte battaglie e sommosse al fine di soffocare il crescente desiderio di libertà del popolo italiano. 
Johann Nugent, inquadrato in seno alla seconda Armata di Riserva con quartier generale a Verona è chiamato nel marzo 1849 a muovere su Brescia durante la ribellione delle famose Dieci Giornate al comando di un battaglione di Confinali rumeni del Banato, un battaglione del reggimento Arciduca Baden, due compagnie del reggimento Ceccopieri, uno squadrone di cavalleggeri Liechtenstein e quattro cannoni. Il 31 marzo sfondate le difese di porta Torrelunga, venne ferito gravemente al piede sinistro negli scontri a contrada San Barnaba da uno degli insorti bresciani, un certo Zaccaria Premoli e quindi portato per le prime cure nella zona di Sant’Eufemia per poi continuare la degenza presso casa Bolzanini in contrada San Barnaba dove il medico bresciano Gaetano Botti gli amputò la gamba per evitare la gangrena. L’operazione non ebbe successo e nella giornata del 16 aprile il conte Johann Nugent moriva. Il funerale venne celebrato nel Duomo di Brescia il giorno dopo e un corteo funebre militare con in testa lo stesso generale Haynau lo scortava presso il cimitero cittadino per la tumulazione. Venne eretto nell’emiciclo verde un cenotafio a sua memora con inciso nell’epitaffio “oltre il rogo non vive ira nemica” verso preso in prestito dalla Basvilliana di Vincenzo Monti. I familiari del Nugent decisero poi di trasferire il corpo presso il castello di Tersatto a Fiume in Croazia, residenza del generale Laval Nugent, zio del defunto ufficiale.